# Aalborg Lufthavn (dokumentarfilm)
|  | Denne artikel er oprettet af botten Steenthbot ud fra en ekstern database. Den kan derfor have sproglige fejl eller mangler. Denne skabelon kan fjernes efter kontrol af indholdet. |

Aalborg Lufthavn er en dansk ugerevy fra 1938.

## Handling
Aalborg byråd har anlagt Aalborg Lufthavn ved Thistedvej nord for Nørresundby med åbning 29. maj 1938. Senere på året samles byrådet under ledelse af borgmester Marinus Jørgensen til møde i D.D.L.s nye Condor-maskine "Dania" og flyver fra Aalborg Lufthavn og rundt om Skagen, mens forhandlingerne finder sted. Verdens første flyvende byråd!